# Hormel
Hormel Foods Corporation — американська компанія, заснована в 1891 році в Остіні, штат Міннесота, Джорджем А. Хормелом як George A. Hormel & Company. Спочатку зосереджувався на упаковці та продажу шинки (свинячого стегенця), Spam, ковбаси та інших продуктів зі свинини, курки, яловичини та баранини споживачам; у 1980-х роках Hormel почав пропонувати більш широкий вибір упакованих та холодних продуктів. У 1993 році компанія змінила назву на Hormel Foods. Hormel обслуговує 80 країн під такими брендами, як Applegate, Columbus Craft Meats, Dinty Moore, Jennie-O, Skippy і Planters.